# テリムコ
テリムコ（TELIMCO Wireless Telegraph Outfit）は、電気技術者ヒューゴー・ガーンズバックが1905年のアメリカで一般大衆に向けて通信販売した火花式無線送信機とコヒーラ式無線受信機である。

## 概要
1904年2月、ルクセンブルクからアメリカへ移住した電気技術者ヒューゴー・ガーンズバックはニューヨークにエレクトロ・インポーティング社(The Electro Importing Company)を設立して、輸入電気部品の通信販売を手掛けた。
1905年、ガーンズバックは一般大衆向けとして世界初となるテリムコ無線電信機の開発に成功。科学雑誌『サイエンティフィック・アメリカン』（1905年11月25日号, 427ページ）に初めて広告を打っている。少なくとも1906年の1年間で数千台が通信販売され、同時に機械器具小売店へも卸すようになり、ヒット商品となった。この商品名は社名The ELectro IMporting CO. から取った造語である。

## 社会背景とテリムコの意義
テリムコの通販がはじまった1905年（明治38年）は、日本では日露戦争の日本海海戦で無線電信が大活躍した年として知られている。その同じ年のアメリカではお金さえ出せば（技術力不要・資格不要・免許不要で）たとえ子供であろうとも、誰もが無線通信を体験することができ、これは世界唯一といえる特異な環境だった。
マルコーニが無線の実験をしていたイギリスはもちろん、欧州先進諸国では無線の登場初期より、それを（有線電報の）「電信法」や新たに定めた「無線法」の監理下に置いていた。1906年にドイツのベルリンに世界の電波主管庁が集まり開催された第一回国際無線電信会議において、国際無線電信条約およびその附属業務規則が定められた。そして調印国は1908年7月1日の発効日までに、自国の電信法（または無線法）をこの国際規則に準拠するように改正し、かつベルリン会議の国際条約および附属業務規則を批准することになった。電波の国家管理が国際的に求められたのである。
しかしアメリカは長年にわたり電波の送受信を企業や個人の自由に任せてきたため、無線法の制定には反対も多かった。ベルリン会議の条約および規則の発効日までに国内の無線法を成立させることができず、批准は見送られた。無線法が成立しなかったため、テリムコは引き続き無資格・無免許で無線通信を行える画期的な装置だった。さて大人以上に無線に興味を示したのは子供たちだった。大人は一通りの到達距離を試したら飽きてしまったが、子供たちはテムリコによる無線実験をきっかけとして次第に大きな電力の送信機を組み立て、やがて仲間と相互に無線通信する趣味へと発展させた。アマチュア無線である。すなわちテリムコは米国の「アマチュア無線」の誕生に深く関わっている。
またテリムコはバッテリーで動作するため、台車に乗せて移動通信したり、持ち歩くことすら不可能ではない。実際、無線雑誌『モダン・エレクトリックス』の1909年1月号には、テリムコ送信機を背負ってマンハッタンの市街地を歩きながら、拡販のためのデモンストレーションをしている、"Walking Wireless Station"という記事が掲載されている。一般市民が無資格・無免許で自由に持ち歩いて使える通信機という意味では「現代の携帯電話のルーツ」だということもできる。
1912年、ついに無線法が米国議会を通過する見通しとなり、発効日から4年も過ぎていたベルリン会議の条約および規則をアメリカも批准することができた。そして同年12月13日に無線法が施行され、ついにアメリカでも電波の国家管理がはじまったのである。テリムコを使うには無線オペレーター資格が求められ、さらに無線局免許も必要となり、「大衆無線」は終焉を迎えた。

## 機器構成および価格
その構成は以下のとおりである。
火花送信機
- 1インチ・スパーク型インダクションコイル（仏製の断続器付き）
- 放電球（直径1.75インチ）
- 放電球に差し込む針金アンテナ（先端折り曲げたダイポール）。全長と1.5フィート。
- 電鍵（モールス符号を操作する開閉器）

コヒーラ受信機
- 調整済みコヒーラとデ・コヒーラ、ベルサウンダー（鈴）
- コヒーラに取り付ける針金アンテナ（折り曲げダイポール）
- デ・コヒーラ駆動用高感度リレー

付属品
- 配線コード
- 乾電池4本（送信機用3本、受信機用1本）
- 説明書

以上のセット商品で当初の価格設定は$8.50だったが後に$10.0になっている。送受信ともに非同調式ではあるが、アンテナの形状よりその周波数は短波（HF）から超短波（VHF）帯と推定される。電気雑誌Popular Electricityの1911年1月号にテリムコの最終期の広告が確認できるが、6年近くも市場に出されていたヒット商品である。

## 動作

### 送信機
インダクションコイルはいわゆる変圧器で、その一次側（入力）には電鍵を介して三本の乾電池が直列接続されている。インダクションコイルの側面には電磁力でブザーのように振動して開閉を繰り返す断続器がある。断続器が乾電池の直流を断続させることで、インダクションコイルの二次側（出力）に高圧を発生させ、それを放電球に供給し、火花放電を得る。放電球には針金アンテナが直結されており、電波が輻射される仕組みだった。

### 受信機
コヒーラの初期状態は絶縁状態だが、電波を受けると導通状態へ遷移し、これを保持する。再び絶縁状態に戻すためには、コヒーラに衝撃を与えるデ・コヒーラという回路を用いる。受信機としての構成だが、まずコヒーラの両端に針金アンテナを取り付ける。そして乾電池からも、このコヒーラを介して小型リレーに接続し、電波を受けるとリレーが動作した。リレーがONになると、デ・コヒーラの電磁石が働き、その磁力によってアーム（槌）がコヒーラを叩いて初期化（絶縁状態）する。コヒーラが絶縁状態になると電磁石の磁力が消え、引き寄せられていたデ・コヒーラのアーム（槌）が元の位置に戻るが、その際にベルサウンダー（鈴）に当たり「チン」と鳴る仕組みだった。
ガーンズバックが語るところでは、コヒーラ内部の金属粉の配合が難しかったことと、小型リレーがONになるときに発生する電磁波にコヒーラが感応してしまい、その対策に苦労したという。

## その他
1955年、テリムコ誕生50周年を記念して、ガーンズバックの手により復刻されたテリムコ送信機とその受信機は、連邦通信委員会FCCより実験局KE2XSXの特別ライセンスを得て、1956年3月19日から22日に開催された無線学会（IRE:Institute of Radio Engineers、現IEEE）National Conventionでデモンストレーションされた。
1957年、この復刻装置は、エジソン学会が管理運営するミシガン州ディアボーンのヘンリーフォード博物館（Henry Ford Museum）に寄贈され、"the first radio set ever sold to the Public" （大衆へ販売された最初の無線機）として展示されている。